# 华东师范大学第一附属中学
31°16′01″N 121°29′48″E / 31.267001°N 121.496546°E

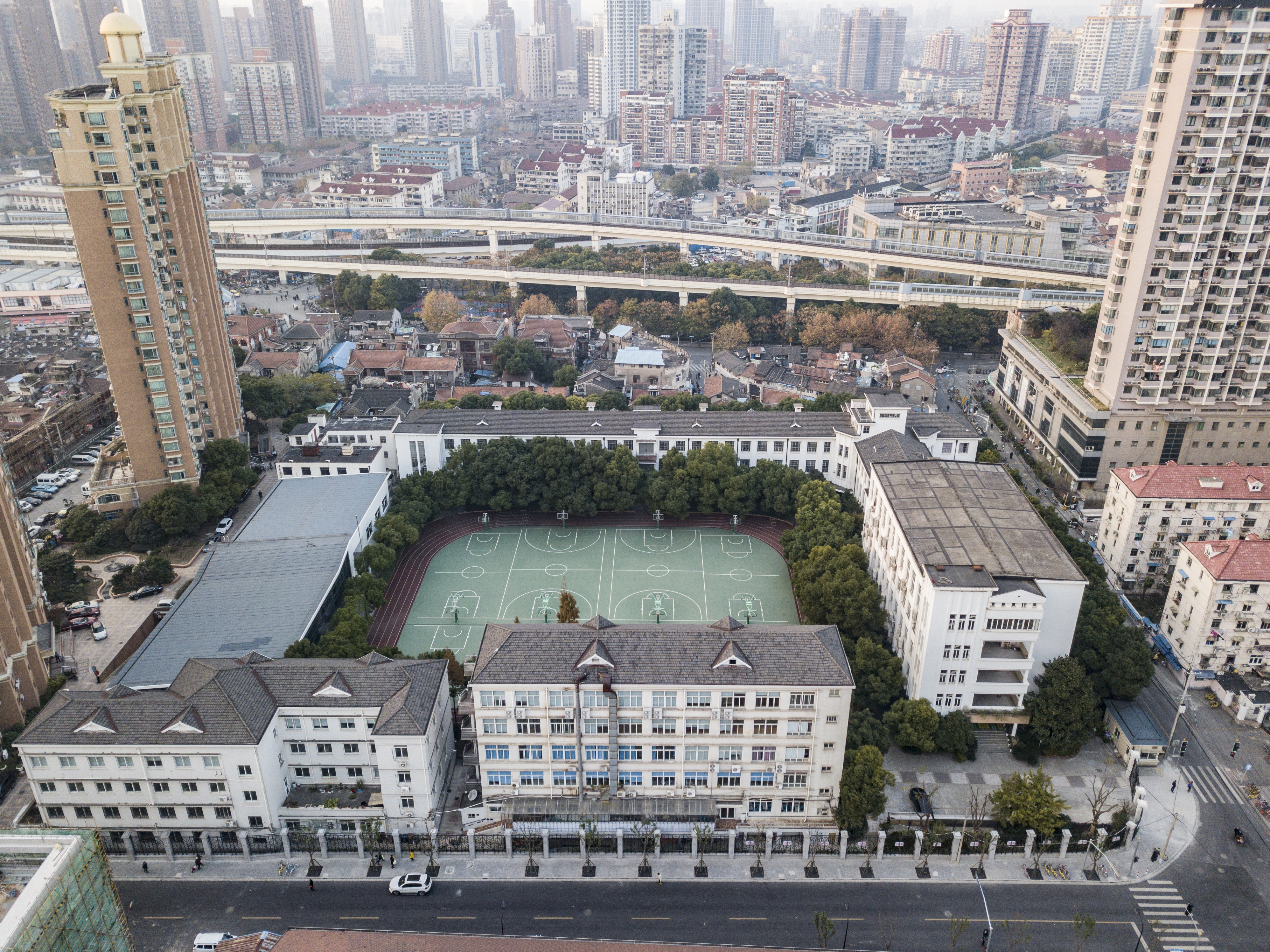
师大附中原校区（中州路102号，现为民办新华初级中学校址）旧景

华东师范大学第一附属中学，通常被简称为华师大一附中、“师大附中”、“师大一附中”，位于中国上海市，是首批被列为上海市重点中学的学校。2005年2月，又被命名为首批上海市实验性示范性高级中学。

## 学校历史
华东师范大学第一附属中学前身是创建于1925年的光华大学附中和大夏大学附中。
1951年因华东师范大学的组建，两校附中合并为华东师范大学附属中学，校址为原工部局立华童公学。
1958年因华东师大新成立了二附中，改称为华东师范大学第一附属中学。
1997年8月，学校“高初中分离”。学校停止招收初中学生，同时支持和帮助虹口区教育局创办华东师大第一附属初级中学（后改制为民办新华初级中学），派陆继椿、陈剑波同志担任正、副校长。华东师大第一附属初级中学在新广路296号办学。华东师范大学第一附属中学继续在中州路102号办学。
2000年，最后一届初中学生毕业，华东师大一附中成立高级中学。
2005年9月起坐落于上海市北外滩附近的瑞虹新城中的新校区开始部分启用，地址为虹镇老街158号。高一年级进入新校区学习。高二、高三仍在中州路102号老校区就学。
2007年8月起学校全部搬迁到瑞虹新校区，中州路102号老校区移交给民办新华初级中学使用。民办新华初级中学的前身是华东师范大学第一附属初级中学（简称华东师大一附初中），是1997年华师大一附中“高初中分离”前的“初中部”。
2008年8月瑞虹新校全部建成，地址为虹关路88号。

## 著名校友
- 乔石
- 姚依林
- 尉健行
- 方成
- 陈凯先
- 叶澜
- 朱践耳
- 舒適
- 谢晋
- 赵长天
- 叶惠贤
- 梁波罗
- 钱文忠
- 骆利群，中国科学技术大学81少/818校友，现任美国斯坦福大学生物系教授、霍华德·休斯医学研究所研究员。

## 参看
- 华东师范大学附属学校列表
- 华东师范大学
- 光华大学
- 大夏大学